# Anna Rosa Gattorno
Anna Rosa Gattorno, al secolo Rosa Maria Benedetta (Genova, 14 ottobre 1831 – Roma, 6 maggio 1900), è stata una religiosa italiana, fondatrice della congregazione delle Figlie di Sant'Anna. Nel 2000 è stata beatificata da papa Giovanni Paolo II.
Nacque in una famiglia genovese di armatori con sei figli; sposò Gerolamo Custo che morì dopo cinque anni, e rimase con i suoi tre figli, una delle quali sordomuta. Nel 1866 ottenne il permesso di papa Pio IX per fondare un'organizzazione religiosa dedita all'assistenza di bisognosi e malati. Dopo aver fondato le Figlie di Sant'Anna, cambiò il nome in Anna Rosa Gattorno.

## Biografia
Anna Rosa (al secolo Rosa Maria Benedetta) Gattorno, nacque a Genova il 14 ottobre 1831, da una famiglia di agiate condizioni economiche e di profonda formazione cristiana; un fratello fu Federico Gattorno, Capo di Stato Maggiore dei Corpi garibaldini e Deputato del Regno d'Italia. Nel padre Francesco e nella madre Adelaide Campanella, trovò i primi essenziali formatori della sua vita morale e cristiana. A dodici anni ricevette la Cresima in Santa Maria delle Vigne. Giovinetta, le fu impartita l'istruzione in casa, come era d'uso nelle famiglie fortunate del tempo.
Il 5 novembre 1852 sposò il cugino Gerolamo Custo, e si trasferì a Marsiglia. Un imprevisto dissesto finanziario turbò ben presto la felicità della novella famiglia, costretta a far ritorno a Genova nel segno della povertà. Disgrazie ancor più gravi incombevano: la primogenita Carlotta, colpita da un improvviso malore, rimase sordomuta per sempre; il tentativo di Gerolamo di far fortuna all'estero si concluse con un ritorno, aggravato da ferale malattia; la gioia degli altri due figli fu profondamente turbata dalla scomparsa del marito, che la lasciò vedova a meno di sei anni dalle nozze (9 marzo 1858) e, dopo qualche mese, dalla perdita dell'ultimo figlioletto.
L'incalzare di tante tristi vicende segnò, nella sua vita, un cambiamento radicale, che lei chiamerà la sua “conversione”, all'offerta totale di sé al Signore, al suo amore e all'amore del prossimo. Purificata dalle prove, e resa forte nello spirito, comprese il vero senso del dolore, e si radicò nella certezza della sua nuova vocazione.
Sotto la guida del confessore don Giuseppe Firpo, emise i voti privati perpetui di castità e di obbedienza nella festa dell'Immacolata 1858; in seguito anche di povertà (1861), nello spirito del Poverello di Assisi, quale terziaria francescana. Nel 1862 ricevette il dono delle stimmate occulte, percepito più intensamente nei giorni di venerdì.
Già sposa fedele e madre esemplare, senza nulla sottrarre ai suoi figli – sempre teneramente amati e seguiti – in una maggiore disponibilità imparò a condividere le sofferenze degli altri, prodigandosi in apostolica carità: “mi dedicai con più fervore alle opere pie e a frequentare gli ospedali e i poveri infermi a domicilio, soccorrendoli con sovvenirli quanto potevo e servirli in tutto”.
Le Associazioni cattoliche in Genova se la contesero, così che, pur amando il silenzio e il nascondimento, fu notato da tutti il carattere genuinamente evangelico del suo tenore di vita.
Progredendo in questo cammino, le fu affidata la presidenza della “Pia Unione delle Nuove Orsoline Figlie di S. Maria Immacolata”, fondata da don Giuseppe Paolo Frassinetti e, per espresso volere dell'arcivescovo mons. Charvaz, anche la revisione delle Regole destinate all'Unione.
Proprio in quella circostanza (febbraio 1864), intensificata ulteriormente la preghiera, davanti al Crocifisso, ricevette l'ispirazione di una nuova Regola per una specifica Fondazione sua.
Nel timore d'essere costretta ad abbandonare i figli, prega, fa penitenza, chiede consiglio. Francesco da Camporosso (canonizzato nel 1962), cappuccino laico, pur mostrandosi trepidante per le gravi tribolazioni che le si profilano, la sostiene, incoraggiandola; similmente il Confessore e l'Arcivescovo di Genova.
Avvertendo però sempre più insistenti i suoi doveri di madre, volle l'autorevole conferma dalla parola stessa del Beato Pio IX (Giovanni Maria Mastai Ferretti, 1846-1878), nella segreta speranza di essere sollevata. Il Pontefice, nell'udienza del 3 gennaio 1866, le ingiunse, invece, di iniziare subito la fondazione, aggiungendo: “Questo Istituto si estenderà rapidamente come il volo della colomba in tutte le parti del mondo. Iddio penserà ai tuoi figli; tu pensa a Dio nell'Opera sua”. Accettò dunque di compiere la volontà del Signore e, come poi scrisse nelle Memorie : “Con generosità ne feci a Dio l'offerta e gli ripetevo le parole di Abramo: ‘Eccomi a compiere la tua divina volontà’ … Offertami vittima per l'Opera sua, ne ebbi consolazioni assai grandi …”.
Superate inoltre le resistenze dei parenti e abbandonate le opere di Genova, non senza dispiacere del suo Vescovo, diede inizio a Piacenza, alla nuova famiglia religiosa, che denominò definitivamente “Figlie di S. Anna, madre di Maria Immacolata” (8 dicembre 1866). Vestì l'abito religioso il 26 luglio 1867, e l'8 aprile 1870 emise la professione religiosa insieme a 12 Consorelle.
Nello sviluppo dell'Istituto fu collaborata dal P. Giovanni Battista Tornatore, dei Preti della Missione, il quale scrisse le Regole e fu poi ritenuto Cofondatore dell'Istituto.
Affidata totalmente alla Provvidenza divina, e animata fin dal principio da un coraggioso slancio di carità, Rosa Gattorno diede inizio alla costruzione dell'“Opera di Dio”, come l'aveva chiamata il Papa, e come la chiamerà sempre anche lei eletta a cooperarvi, in spirito di dedizione materna, attenta e sollecita verso ogni forma di sofferenza e miseria morale o materiale, con l'unico intento di servire Gesù nelle sue membra doloranti e ferite, e di “evangelizzare innanzitutto con la vita”.
Nacquero varie opere di servizio ai poveri e agli infermi di qualsiasi malattia, alle persone sole, anziane, abbandonate, ai piccoli e agli indifesi, alle adolescenti e alle giovani "a rischio", cui provvedeva a far impartire un'istruzione adeguata, e al successivo inserimento nel mondo del lavoro. A queste forme si aggiunse ben presto l'apertura di scuole popolari per l'istruzione ai figli dei poveri, e altre opere di promozione umano-evangelica, secondo i bisogni più urgenti del tempo, con una fattiva presenza nella realtà ecclesiale e civile: “Serve dei poveri e ministre di misericordia” chiamava le sue figlie; e le esortava ad accogliere come segno di predilezione del Signore il servizio ai fratelli, compiendolo con amore e umiltà: “Siate umili …, pensate che siete le ultime e le più miserabili di tutte le creature che prestano alla Chiesa il loro servizio …, e hanno la grazia di farne parte”.
A meno di 10 anni dalla fondazione, l'Istituto ottenne il Decreto di Lode (1876) e l'approvazione definitiva nel 1879. Per le Regole, si dovette attendere fino al 26 luglio 1892.
Molto stimata e apprezzata da tutti, collaborò a Piacenza anche con il vescovo, mons. Giovanni Battista Scalabrini, ora santo, soprattutto nell'Opera a favore delle Sordomute, da lui fondata.
Non furono tuttavia risparmiate a Madre Rosa Gattorno prove, umiliazioni, difficoltà e tribolazioni di ogni genere. Ciononostante l'Istituto si diffuse subito rapidamente, in Italia e all'estero, realizzando così l'ardente brama missionaria della Fondatrice: “Amor mio! Come mi sento ardere di desiderio di farti da tutti conoscere e amare; vorrei attirare tutto il mondo, dare a tutti, soccorrere tutti…perché tutti vengano ad amarti”. Essere “portavoce di Gesù” e far giungere a tutti gli uomini il messaggio dell'Amore che salva, fu e rimase sempre l'anelito profondo del suo cuore. Nel 1878, inviava già le prime Figlie di S. Anna in Bolivia, poi in Brasile, Cile, Perù, Eritrea, Francia, Spagna. A Roma, dove aveva iniziato l'opera sua dal 1873, organizzò scuole maschili e femminili per i poveri, asili nido, assistenza ai neonati figli delle operaie della Manifattura dei tabacchi, case per ex prostitute, donne di servizio, infermiere a domicilio ecc. Ivi sorse la Casa generalizia, con l'annessa chiesa.
In tutto, alla sua morte, 368 Case nelle quali svolgevano la loro missione 3500 Suore.
Il segreto del suo cammino di santità, del dinamismo della sua carità e della forza d'animo con cui seppe affrontare con fede robusta tutti gli ostacoli, e guidare, per 34 anni, con dedizione piena, coraggio e lungimiranza l'Istituto, consisteva nella continua unione con Dio e nell'abbandono totale fiducioso in Lui: “Pur in mezzo a tanto tumulto di un abisso di affari mai sono priva dell'unione con il mio Bene”. Puro e semplice strumento nelle mani dell'“Artefice sopraffino”, realizzò nella sua vita l'anelito inculcato alle sue figlie: “Vivere per Iddio, morire per Lui, spendere la vita per amore”.
Così visse fino al febbraio del 1900, quando colpita da una grave influenza, si peggiorò rapidamente: il suo fisico, messo a dura prova da penitenze, frequenti estenuanti viaggi, fitta corrispondenza epistolare, preoccupazioni e grandi dispiaceri, non resse più.
Il 4 maggio ricevette il Sacramento degli infermi, e due giorni dopo, il 6 maggio, alle ore 9, compiuto il suo pellegrinaggio terreno, si spense santamente nella Casa generalizia.
La fama di santità che già l'aveva circondata in vita, esplose in occasione della sua morte e crebbe, ininterrottamente, in tutte le parti del mondo.
I suoi resti mortali, esumati dopo 32 anni dalla morte e trovati incorrotti, riposano in un'apposita cripta nella Casa Generalizia delle Figlie di S. Anna, via Merulana, 177, Roma.

## Il culto
Fu beatificata da papa Giovanni Paolo II il 9 aprile 2000, dopo che il Vaticano ritenne miracolosa la guarigione, a lei attribuita, di una suora.

## Scritti
- Fili d'oro, massime, pensieri estratti dalle Lettere che la serva di Dio Rosa Gattorno scriveva alle prime figlie di s. Anna, Roma, Jonquieres e Dati, 1916;
- Travagli e conforti dell'anima nel cammino della perfezione. Una fondatrice racconta la sua esperienza di fede (...), a cura di Lazaro Iriarte, Roma, Curia generalizia Figlie di S. Anna, 1992;
- Memorie, diario intimo delle esperienze mistiche, trascrizione di Sr. A. Ernestina Degetto, FSA; introduzione e note di Fr. Lazaro Iriarte, Roma, Casa generalizia Figlie di S. Anna, 1996;

## Epistolari e carteggi
- Lettere, 1864-1870, Roma, Casa generalizia delle Figlie di S. Anna, 1990;
- Lettere, 1871-1872, Roma, Casa generalizia delle Figlie di S. Anna, 1992;
- Lettere, 1873-1874, Roma, Casa generalizia delle Figlie di S. Anna, 1992;
- Lettere, 1875-1877, a cura di Sr. A. Maria E. Convertini, Roma, Casa generalizia delle Figlie di S. Anna, 1994;
- Lettere, 1878-1879, a cura di Sr. A. Maria E. Convertini, Roma, Casa generalizia delle Figlie di S. Anna, 1998;
- Lettere, 1880-1881, a cura di Sr. A. Maria E. Convertini, Roma, Casa generalizia delle Figlie di S. Anna, 2000;